# Eduardo Villas Bôas
Eduardo Dias da Costa Villas Bôas GCMM (Cruz Alta, 7 de novembro de 1951) é um general de exército do Exército Brasileiro. Foi o Comandante do Exército Brasileiro de 5 de fevereiro de 2015 até 11 de janeiro de 2019.
Foi assessor do Gabinete de Segurança Institucional da Presidência da República durante o governo Bolsonaro de 2019 a 2022.

## Carreira militar
Ingressou no Exército em 1 de março de 1967, na Escola Preparatória de Cadetes do Exército (EsPCEx), em Campinas - SP. Em 1970, ingressou na Academia Militar das Agulhas Negras (AMAN) onde, em 15 de dezembro de 1973, foi declarado Aspirante-a-Oficial da Arma de Infantaria, onde obteve a 7ª colocação de uma turma de 125 cadetes. Foi promovido ao posto de 2º Tenente em 31 de agosto de 1974 e a 1º Tenente em 31 de agosto de 1976.
Foi promovido ao posto de capitão em 31 de agosto de 1979, realizou o curso da Escola de Aperfeiçoamento de Oficiais, e foi designado instrutor da Academia Militar das Agulhas Negras (AMAN).
À frente de 222 mil homens, o General Villas Bôas foi acometido com uma disfunção degenerativa no neurônio motor, chamada de Esclerose Lateral Amiotrófica (ELA) não conseguindo mais caminhar. No entanto, com as rotinas de fisioterapia e exercícios, a doença não atrapalhou suas funções como Comandante do Exército Brasileiro.

### Oficial superior
Foi promovido a major em 31 de agosto de 1986 e a tenente-coronel em 30 de abril de 1991. Realizou o curso da Escola de Comando e Estado-Maior do Exército (ECEME) e foi instrutor chefe do Curso de Infantaria da AMAN.
Ainda como Oficial Superior, foi chefe da Assessoria de Atividades Especiais do Comando de Operações Terrestres (COTER). No exterior, exerceu a função de Adjunto do Adido junto à Embaixada do Brasil na República Popular da China.
Ascendeu ao posto de coronel em 30 de abril de 1996.
Foi comandante do 1.º Batalhão de Infantaria de Selva e, posteriormente, realizou o Curso de Altos Estudos de Política e Estratégia da Escola Superior de Guerra. Em seguida, foi chefe da Assessoria Parlamentar do Gabinete do Comandante do Exército.

### Oficial general
Promovido a general de brigada em 31 de março de 2003, foi nomeado Chefe do Estado-Maior do Comando Militar da Amazônia, em Manaus. Posteriormente, entre 12 de maio de 2006 e 7 de maio de 2008, comandou a Escola de Aperfeiçoamento de Oficiais, no Rio de Janeiro.
Em 31 de março de 2008, ascendeu ao posto de general de divisão e foi designado para trabalhar no Estado-Maior do Exército (EME), onde assumiu as funções de 3º Subchefe (doutrina), 7º Subchefe (planejamento estratégico), chefe da Assessoria Especial de Gestão e Projetos e, finalmente, Vice-Chefe, no período de março a julho de 2011.
Admitido à Ordem do Mérito Militar no grau de Cavaleiro em 1998, foi promovido a Oficial em 2002, Comendador em 2003, Grande-Oficial em 2008 e a Grã-Cruz em 2011. Atingiu assim o posto máximo da carreira, em 31 de julho de 2011, quando foi promovido a General de Exército.
No período de 1 de setembro de 2011 a 29 de setembro de 2014 exerceu a função de Comandante Militar da Amazônia. Nesse período, recebeu o título de Cidadão de Manaus, concedido pela Câmara Municipal daquela cidade. Em seguida, foi Comandante de Operações Terrestres, entre 8 de abril de 2014 e 15 de janeiro de 2015. Em 7 de janeiro de 2015, foi escolhido como Comandante do Exército Brasileiro e em 5 de fevereiro de 2015 assumiu o cargo.

## Polêmicas de 2018
No dia 3 de abril de 2018, um dia antes do julgamento do habeas corpus do ex-presidente Luiz Inácio Lula da Silva, o general, sem citar o julgamento ou o ex-presidente, afirmou:
A manifestação do comandante da ativa sobre um assunto que diz respeito à Justiça comum, algo incomum em democracias, acrescentou um novo e inédito — ao menos nos últimos 30 anos pós-redemocratização — ingrediente ao furacão político vivido pelo país desde 2013.
Essas palavras causaram rebuliço nos setores da sociedade, muitos em apoio e muitos contra. Apesar de todo o alvoroço, generais da ativa e da reserva apoiaram publicamente as falas do general. Além disso, o general também teve apoio do candidato à presidência e capitão da reserva Jair Bolsonaro.
O comandante da FAB, Nivaldo Rossato, afirmou que "Não é momento de impor nossa vontade", além de dizer aos membros da instituição para não se empolgarem, falando assim de forma conciliadora e esclarecedora de que não haverá uma intervenção militar. Além do comandante da FAB, o general da reserva Roberto Sebastião Peternelli Junior afirmou que os militares devem ter o direito de se manifestar em questões políticas e disse para a população não se empolgar com as declarações. O General Augusto Heleno, também da reserva e futuro Ministro-Chefe do Gabinete de Segurança Institucional da Presidência da República do governo Bolsonaro, concordou com a declaração de seu colega e afirmou que os militares podem opinar sobre a situação política do país e que não são "antas pacíficas, omissas e sem cérebro".
Em entrevista à Folha de S.Paulo, em 11 de novembro, afirmou que "Bolsonaro não é volta dos militares ao governo, mas há o risco de politização de quartéis". Nessa ocasião, comentou que esteve realmente no limite naquele tuíte na véspera da votação no Supremo da questão do Lula. Sentiu que "a coisa poderia fugir ao controle caso não se expressasse. Porque outras pessoas, militares da reserva e civis identificados com o Exército estavam se pronunciando de maneira mais enfática. Aí vieram as críticas do pessoal de sempre, mas a relação custo-benefício foi positiva".

## 2019 - presente
Em 2 de janeiro de 2019, durante a cerimônia de transmissão do cargo de Ministro da Defesa, do General Joaquim Silva e Luna para o General Fernando Azevedo e Silva, foi elogiado pelo Presidente Jair Bolsonaro. Considerado um grande fiador de moderação nos turbulentos dois anos do governo de Michel Temer, o Presidente disse que o General seria um dos responsáveis por ele estar ali, citando uma conversa que ambos tiveram entre os dois turnos da eleição.
Em 11 de janeiro de 2019, passou o Comando do Exército para o General Edson Leal Pujol. A cerimônia teve muita emoção, com o general falando arrastadamente pela doença avançada e sendo aplaudido de pé. Foi abraçado pelo Presidente Jair Bolsonaro.
No mesmo dia do seu desligamento como líder do Exército, confirmou sua continuidade no governo Bolsonaro no cargo de assessor do Gabinete de Segurança Institucional da Presidência da República (GSI/PR).
Embora esteja enfrentando a severidade da esclerose lateral amiotrófica, sua capacidade intelectual está inteiramente preservada. É considerado uma voz moderada dentro do meio militar e sua ida para o GSI/PR era vista como uma ajuda a conter eventual identificação das Forças Armadas com o Governo Jair Bolsonaro. 
Em 21 de junho de 2022, a seu pedido, foi exonerado do cargo de assessor Especial do ministro do GSI/PR.